# Mount Marriner
Mount Marriner ist ein Berg im ostantarktischen Enderbyland. Er ragt 3 km westsüdwestlich des Mount Flett im zentralen Teil der Nye Mountains auf.
Kartiert wurde er mittels Luftaufnahmen, die 1956 im Zuge der Australian National Antarctic Research Expeditions entstanden. Das Antarctic Names Committee of Australia (ANCA) benannte ihn nach Alan Claude Marriner (1932–2013), Funker auf der Wilkes-Station im Jahr 1959.